# Song (luchtvaart)
Song was een low-cost luchtvaartmaatschappij eigendom van en beheerd door Delta Air Lines.
Songs belangrijkste routes voor toeristenvervoer waren van het noordoosten van de VS naar Florida, in deze markt concurreerde zij met JetBlue Airways.
De maatschappij voerde meer dan 200 vluchten per dag uit.
In mei 2006 hield Song op als zelfstandige maatschappij, en de vloot werd opgenomen door de moedermaatschappij.

## Codes
- IATA: DL
- ICAO: DAL
- callsign: Delta